# Élena Tsagkrinoú
Élena Tsagkrinoú (grec moderne : Έλενα Τσαγκρινού) ou Élena Tsagrinoú, née le 16 novembre 1994, est une chanteuse grecque, ancienne membre et chanteuse principale du groupe OtherView (el). Elle représente Chypre au Concours Eurovision de la chanson 2021.

## Biographie
Élena Tsagkrinoú est née le 16 novembre 1994 à Athènes. Dès son plus jeune âge, elle s'implique dans la musique et fréquente une école de musique. En 2009, elle participe sur la chaîne ANT1 à l'adaptation grecque du format Got Talent (Ελλάδα Έχεις Ταλέντο / Elláda Écheis Talénto). Elle a une sœur, Vílly, née en 1998.

## Carrière
À l'été 2013, elle est auditionnée par le groupe OtherView (après le départ de Crystallía) en tant que chanteuse principale et signe ainsi un contrat avec la maison de disques Feelgood Records. Le 8 janvier 2014, ils sortent leur premier morceau intitulé What You Want. Quelques mois plus tard, ils sortent leur deuxième morceau, intitulé O gýros tou kósmou (Autour du Monde), qui a surpassé le premier single. Au même moment, Élena Tsagkrinoú participe à l'émission musicale de Mega Channel, Just The 2 Of Us.
En 2015, le groupe sort quatre nouveaux morceaux. Dikéosi avec Arva, Óla Aftá Pou Niótho, In The Club Bi**h et Se Thélo Tóra. En 2016, les morceaux Xaná et Emís Mazí sont sortis. Au cours de la saison 2016-2017, Élena Tsagkrinoú était la présentatrice dans les coulisses de l'émission de talents SKAI, The Voice of Greece.
En 2017, le groupe annonce son départ de Feelgood Records pour une collaboration avec Panik Records. Ils sortent Ásto Se Ména et Tóra I Poté.
Début 2018, Élena Tsagkrinoú a annoncé son retrait du groupe OtherView, après cinq ans de collaboration, afin de poursuivre une carrière solo.
Le 1er juillet 2018, elle sort son premier morceau solo, intitulé Páme Ap 'Tin Archí, qui sort un peu plus tard en anglais, sous le titre Summer Romance. Les paroles ont été écrites par Níkos Moraïtis (el) et la musique par Dimítris Kontópoulos. Le 23 octobre de la même année, elle sort son deuxième morceau solo, intitulé Parádisos. Le 6 décembre, la chanson Éla tin protochroniá sort en collaboration avec d'autres artistes au profit de l'association Ark of the World.
Le 2 novembre 2019 sort sa troisième chanson solo intitulée Lógia. En juillet 2020, elle sort sa quatrième chanson solo intitulée Amore et une collaboration avec Mike, intitulée Páre Me Agkaliá.
Le 25 novembre 2020, elle est désignée comme représentante de Chypre au Concours Eurovision de la chanson 2021, à Rotterdam, aux Pays-Bas, avec la chanson El diablo. Elle se qualifie pour la finale du 22 mai à l'issue de laquelle elle termine à la 16e place avec 94 points.

## Vie privée
Depuis 2017, elle est en couple avec le rappeur grec Mike.

## Discographie

### Albums studio
- 2021 : El Diablo

### Singles
- 2018 : Páme Ap 'Tin Archí / Summer Romance
- 2018 : Parádisos
- 2019 : Lógia
- 2020 : Amore